# يوكون (إقليم)
مقاطعة يوكون الكندية، هي مقاطعة فيدرالية وكانت قسماً من المقاطعات الشمالية الغربية، وألحقت بالاتحاد الكندي في سنة 1898 م. تقع في أقصى شمالي غربي كندا، وتحدها ألاسكا من الغرب ومقاطعة كولومبيا البريطانية من الجنوب، تبلغ مساحتها 482,433 كيلو متراً مربعا، وعدد سكانها في عام 2005 م 31,227 نسمة، وعاصمتها مدينة وايت هورس (الحصان الأبيض) وهي أهم مراكز الاستيطان ومدينة فارو ثم مدينة وواطسن ليك .
تشتهر مقاطعة يوكن بالثروات المعدنية، خصوصًا إنتاج الرصاص، والزنك، والذهب والفضة، وتغطي الغابات مساحة كبيرة، لذا تنتج الأخشاب ويعتبر الفراء مصدراً هاماً من دخلها.

## أعلام
- روبرت آرثر أليكسي
- جوني أبيل